# ハ (ブータン)
ハ(ゾンカ語: ཧཱ / ཧས)とは、ブータンのハ県東部に位置する街で、同県の県都である。